# Carlotta Clerici
Pour les articles homonymes, voir Clerici.
Carlotta Clerici est une romancière, dramaturge et metteuse scène italienne naturalisée française, née à Côme en 1965.

## Biographie
Née en Italie, au bord du lac de Côme, elle commence des études théâtrales à Milan puis poursuit par un DEA à Paris. Elle vit à Paris où elle fonde avec trois autres metteurs en scène (Anne Coutureau, Yvan Garouel et Mitch Hooper) et co-dirige pendant dix ans la compagnie Théâtre vivant.
Choisissant la langue française, elle écrit plusieurs pièces de théâtre et un roman, Éloge de la passion (Denoël, 2017).
Parmi ses pièces, on se souvient notamment de L’Envol et de C’est pas la fin du monde (qu’elle met en scène respectivement au Vingtième Théâtre et à la Manufacture des Abbesses), et du monologue Ce soir j’ovule, mis en scène par Nadine Trintignant, avec Catherine Marchal, qui est resté un an à l’affiche du Théâtre des Mathurins (2010-2011).
Sa nouvelle pièce, Ce qui reste d’un amour, est créée au Festival d’Avignon 2022 dans sa mise en scène, avec Thomas Le Douarec et Caroline Devismes.
En Italie, L’Envol/Il Ritorno est créé au Théâtre National de Bolzano en 2011, joué au Teatro Franco Parenti à Milan et nommé au Prix « Le Maschere del Teatro ». Ce soir j'ovule/Stasera ovulo, créé en mars 2009 avec Antonella Questa, est en tournée pendant plusieurs saisons.
Une nouvelle version de C’est pas la fin du monde et de Ce soir j’ovule voient le jour au Luxembourg en 2014 et 2015 et le monologue, traduit en arabe, est monté en 2018 à Beyrouth.
Toutes ses pièces sont éditées, chez L’Harmattan et Les Cygnes.
En plus de ses propres textes, elle met en scène plusieurs pièces, classiques et contemporaines, dont Jouer avec le feu de Strindberg la Trilogie de la Villégiature de Goldoni, qu’elle a également adaptée.

## Œuvre
- 2001 : La Mission
- 2003 : L'Envol[2]
- 2007 : Le Grand fleuve
- 2010 : Ce soir j'ovule
- 2014 : C'est pas la fin du monde
- 2020 : Ce qui reste d'un amour
- 2017 : Éloge de la passion
- 2022: Ce qui reste d'un amour